# Acequia Mayor Aljufía
La Acequia Mayor Aljufía es una de las dos acequias mayores que vertebran la red de riego tradicional de la Huerta de Murcia (Región de Murcia, España), tomando sus aguas del río Segura. Se trata de uno de los sistemas de regadío más representativos del país.
Mientras que la Aljufía abastece a las huertas de la zona norte del Segura -al discurrir paralelamente al mismo-, la Acequia Mayor Alquibla lo hace en las del sur. El nombre "Aljufía" procede del árabe al-Yawfiyya, "la del norte".

## Características
Toma sus aguas -al igual que la Alquibla-, del llamado Azud Mayor o Contraparada, sito entre las pedanías de Javalí Nuevo y Javalí Viejo, justo donde el Segura hace su entrada en la Depresión prelitoral murciana.
Abastece de agua a todo el Heredamiento Mayor del Norte, de igual forma que la Alquibla lo proporciona al Heredamiento Mayor del Sur. 

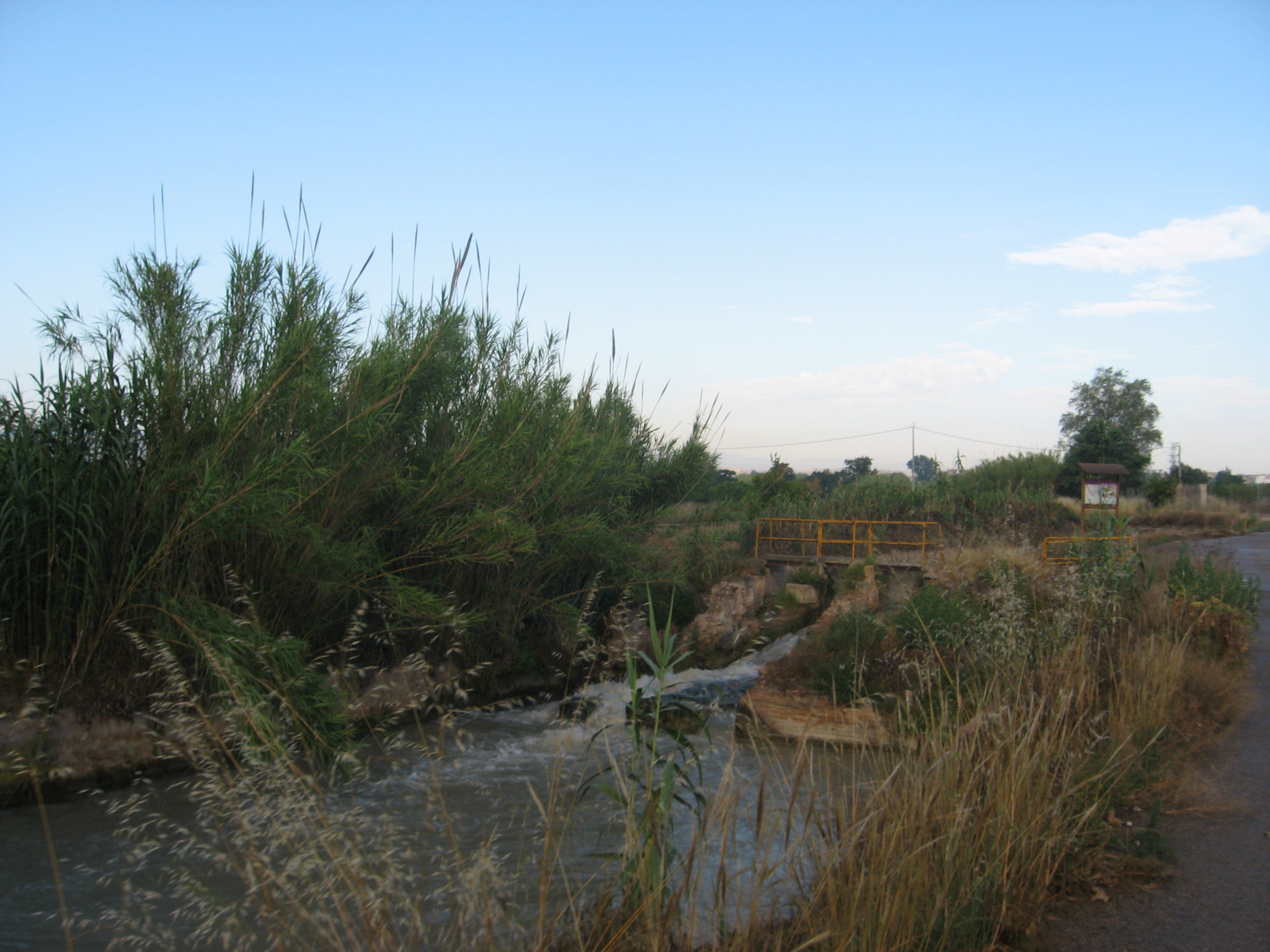
Imagen de los restos del Molino Bajo de la Pólvora o de los Canalaos sobre la Acequia Mayor Aljufía, entre Guadalupe y Rincón de Beniscornia.

La canalización, con 27 kilómetros de longitud -frente a los 22 Kilómetros de la Alquibla-, recorre las pedanías de Javalí Viejo, La Ñora (donde se sitúa la famosa Noria sobre su cauce), Rincón de Beniscornia, Guadalupe, La Albatalía, La Arboleja y atraviesa también el casco urbano de la ciudad de Murcia (aunque hoy lo hace de forma entubada, antiguamente se podían contemplar tramos al aire libre dentro de la ciudad).
Adopta otros nombres tras cruzar el centro de Murcia (desde el partidor de Santa Ana) como Benetúcer, Benefiar y Benizar. En su tramo final se une a la acequia del Raal Viejo o Beneluz, prolongándose hasta la huerta de Orihuela.
Son muchas las acequias que nacen de esta acequia mayor, tales como las de Regaliciar, Beniscornia, Churra La Vieja, Alfatego, Belchí, Benipotrox, Béndame mayor y menor, Arboleja, Caravija, Zaraiche, Nelva, Casteliche etc., constituyendo una parte esencial de ese sistema tan complejo de canales de distribución o de aguas vivas, y de recogida (o azarbes) y devolución al cauce principal o de aguas muertas.

## Historia
Su origen se remonta al menos al siglo X, aunque autores musulmanes como Al-Himyari afirmaban al hablar de las mismas: 

Conducciones de agua hechas por los antiguos que riegan el norte y el sur de Mursiya.

Por lo que su origen podría estar en aprovechamientos hídricos anteriores, como los descubiertos en el yacimiento de Senda de Granada, de origen romano.
Desde antiguo recorría el lado norte de la Murcia medieval, fuera de las murallas de la medina, favoreciendo el desarrollo en su entorno del llamado arrabal de la Arrixaca, donde las grandes familias andalusíes poseían sus almunias gracias a la disponibilidad de agua. No por casualidad, los monarcas Ibn Mardanis (siglo XII) e Ibn Hud (siglo XIII) construyeron en el arrabal sus palacios de recreo, tomando agua directamente de la Aljufía.
Tras la conquista de Murcia, siguió cumpliendo importantes funciones de suministro a numerosos conventos y palacios situados en sus proximidades, pero también funciones de tipo industrial, con la creación junto a su cauce de diversos molinos, como las distintas instalaciones para producir pólvora que se establecieron desde el siglo XVII, las cuales dieron lugar a la Real Fábrica de la Pólvora en el siglo XVIII, o también la Real Fábrica de Sedas a la Piamontesa, en el mismo siglo.

## Polémica
Ante el abandono de la actividad agraria en la Huerta de Murcia tradicional, la falta  de políticas activas de mantenimiento de la actividad y de conservación paisajística, la construcción residencial (legal o ilegal) y la actividad industrial ilegal en su suelo, han llevado entre otras cosas al entubamiento de diversos tramos de esta acequia mayor, no sin polémica (como el acaecido en las proximidades de la Noria de La Ñora).
Diversas asociaciones ciudadanas están tratando de luchar contra esta situación, oponiéndose a los entubamientos al constituir un daño irreparable a la ecología del valle del Segura; en su cauce crecen numerosas especies arbóreas de ribera como el Álamo (Populus), Sauce (Salix), o una rica fauna como Carpas (Cyrprinidae), Barbo común (Barbus Barbus), o Anguilas (Anguilla Anguilla), pero también una pérdida paisajística, histórica y cultural.